# Abgar II de Osroena
Abgar II (reinou de 68 a.C. - 53 a.C.) foi um príncipe sírio de Edessa, na região de Osroena, hoje parte da região oriental da Turquia. Em 64 a.C., aliou-se aos romanos, auxiliando o embaixador de Pompeia, Lúcio Afrânio, quando este ocupou o norte da Mesopotâmia, mas alega-se que ele ajudou a trair Marco Crasso, levando-o para campo aberto, resultando, em 53 a.C., na Batalha de Carras, que destruiu, por completo, um dos exércitos romano. Ele não ganhou nada com a guerra, uma vez que foi deposto, pouco depois, por Orodes II da Pártia, em um movimento para reforçar o controle parto sobre a região.